# Massiccio del Mercantour
Il Massiccio del Mercantour è un massiccio montuoso delle Alpi situato a cavallo del dipartimento francese delle Alpi Marittime, delle Alpi dell'Alta Provenza sul versante francese e del Piemonte sul versante italiano. Il versante italiano è chiamato massiccio dell'Argentera, nelle Alpi Marittime. Il nome deriva dalla Cima del Mercantour.

## Geografia

### Caratteristiche
In senso stretto il massiccio si estende lungo la linea di montagne che va dalla Rocca dei Tre Vescovi (presso il Colle della Bonette) al Colle di Tenda. In senso più ampio, da un punto di vista turistico e di organizzazione geografica, comprende alcune aree estese più a nord e ad ovest.
È compreso tra il massiccio dell'Ubaye e l'affluente Ubayette a nord-ovest; il massiccio Oronaye e la Stura di Demonte a nord; le Alpi Liguri e la Valle Vermenagna a est; le Prealpi di Nizza e la Vesubia a sud-est;
le Prealpi di Castellane e il Varo a sud e infine il massiccio del Monte Pelat a ovest. Dal Mercantour si dipartono anche le gole della Tinea e della Cians, affluenti del Varo.
Il parco nazionale del Mercantour comprende, tra le altre cose, la parte francese del massiccio eccetto la zona compresa tra la stazione sciistica di Isola 2000 e il lago di Rabuons.

### Montagne principali

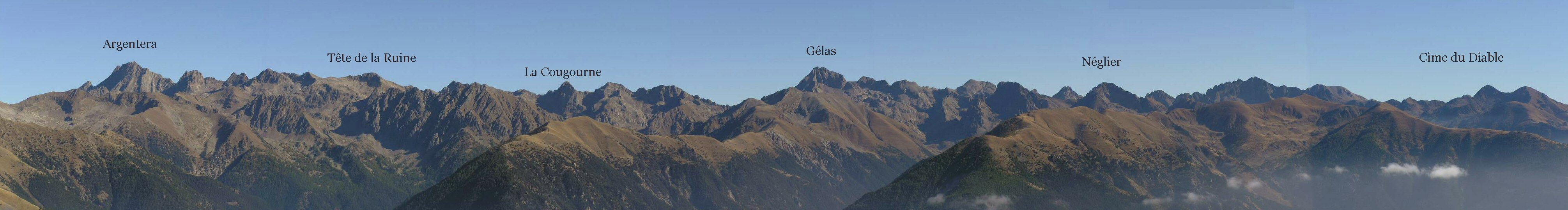
Panorama sul massiccio del Mercantour dal versante francese.

- Monte Gelàs, 3143 m (la vetta più alta) Panorama sul massiccio del Mercantour dal versante francese.
- Cima Maledia, 3059 m
- Monte Clapier, 3045 m
- Tête de Siguret, 3032
- Monte Tenibres, 3031 m
- Cima di Corborant, 3007 m
- Cima Guilié, 2999 m
- Enciastraia (Enchastraye), 2955 m
- Monte Vallonet, 2942 m
- Monte Malinvern, 2938 m
- Grand Capelet, 2935 m
- Cima dell'Agnello, 2927 m
- Cima di Cougourda, 2921 m
- Pointe Côte de l'Ane, 2915 m
- Tête de Fer, 2883 m
- Monte Bego, 2872 m
- Cima della Bonette, 2860 m
- Cima de Pal, 2818 m
- Monte Mounier, 2817 m
- Cima della Lombarda, 2800 m
- Monte Neiller, 2785 m
- Cima del Mercantour, 2772 m
- Cima del Diavolo, 2685 m

## Geologia
Il massiccio è costituito da rocce risalenti a 350 milioni di anni fa. Principalmente si trovano gneiss e affioramenti di granito. A est si incontrano rocce sedimentaree più recenti come il calcare, la scisto, l'arenaria violacea della valle delle Meraviglie. A nord e ovest del massiccio, lungo le valli dell'Ubaye, della Tinea e del Varo, sono presenti depositi di rocce alluvionali.

## Stazioni di sport invernali
- Auron
- Beuil
- Isola 2000
- La Colmiane
- Le Sauze
- Valberg